# 福島潟

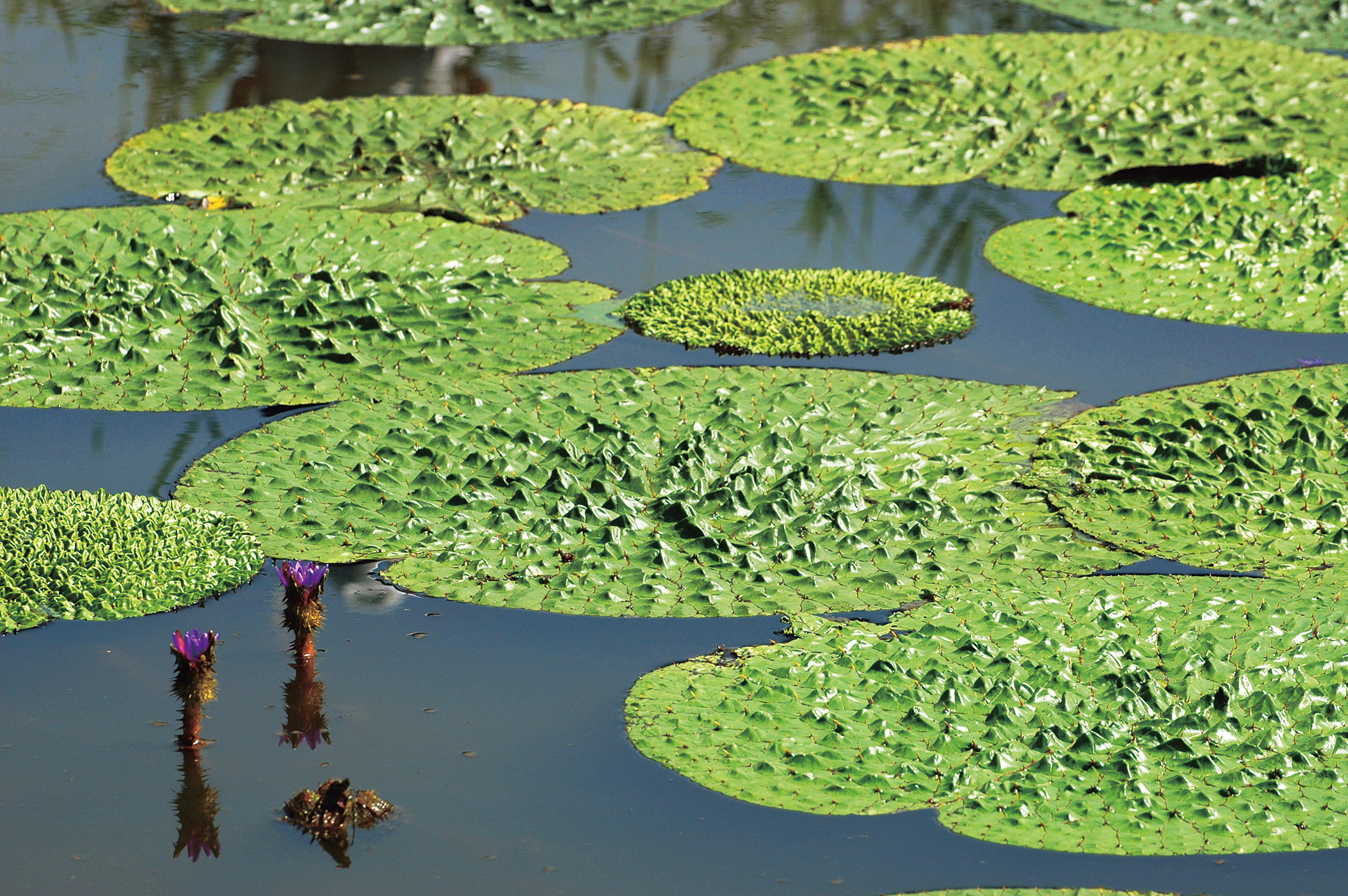
福島潟のオニバス

福島潟（ふくしまがた）は、新潟県新潟市北区新鼻に位置する潟。潟の下流は新井郷川と同分水路、福島潟放水路へとつながり、周辺部には水の公園福島潟が整備されている。

## 概要
福島潟は毎年、国の天然記念物であり旧豊栄市の鳥でもあるオオヒシクイをはじめとする220種類以上の渡り鳥が飛来するため、国指定福島潟鳥獣保護区（集団渡来地）に指定されている（面積163ha）。また、多くの水生・湿性植物などが450種類以上確認されているほか、オニバス、ミズアオイ、ミクリなど全国的にも希少となっている植物の自生地としても確認されている。このように多くの自然が残されているため、福島潟は環境省の「日本の重要湿地500」「重要里地里山」、朝日新聞の「21世紀に残したい日本の自然百選」、新潟日報の「にいがた景勝100選」などに選ばれており、さらに｢福島潟の草いきれ｣として環境省の「かおり風景100選」にも選ばれている。

## 歴史
江戸時代から昭和期まで干拓が行われ、面積は大幅に縮小した。
2003年には福島潟放水路が開通。2019年現在では、福島潟河川改修事業が進められている。同事業は2016年の土木学会デザイン賞において奨励賞を受賞している。

### 年表
- 1731年、阿賀野川の水を排水するために前年に設けられた松ヶ崎掘割が洪水で決壊し、阿賀野川の本流となった。そのため、福島潟の水位が下がる[6]。
- 1934年、新井郷川は北蒲原郡濁川村（現同区濁川地区）で阿賀野川に合流していたが、北側の松ヶ崎浜村（現同区松浜地区）から直接日本海へ注ぐ「新井郷川分水路」が開通して流量が増加し、福島潟の水位が低下した。
- 1965年 - 地元の要望を受ける形で434haの福島潟のうち168haを水田にすることを決定。
- 1972年 - 干拓地配分に向けた公募を実施。227戸への配分が決定。コメの生産調整が終わる1975年までは水田を認めず畑作に限るとされたが、生産調整は1975年以降も残り、減反を進める国と水稲栽培を進めたい農家の間で対立が生じた[13]。
- 1975年9月 - 国営による干拓工事が進み、ほぼ現在の形となる。国営干拓事業では当初、福島潟を全て干拓する予定だったが、工事が始まってから二度の水害に襲われた際に福島潟の治水機能が見直されたために半分程度残したといわれる。
- 1976年 - 国は干拓工事が終了していないとして、1976年以降も水田化を認めず畑作のみを認めた。これに反発した農家が同年4月に水田化に向けて一斉に耕起を始めたが、国は干拓地への立ち入りを認めないことを求める仮処分を申請。同年4月28日、新潟地方裁判所新発田支部は国の仮処分申請を認めた[14]。農民側は干拓地へ侵入して田植えを始め、国側が水稲の強制撤去を通告する泥仕合が続いたが、同年9月3日、県社会党議員団と新潟県知事の会談の中で、強制撤去前に「収穫」することで合意。9月4日中に刈り取りが行われた[15]。

## 周辺施設
一帯は青木淳設計により1990年代に整備された「水の公園 福島潟」となっており、菜の花の名所としても知られる。
| ビュー福島潟 |  | 休憩施設「潟来亭」 |
| ビュー福島潟 |  | 休憩施設「潟来亭」 |

- ビュー福島潟
- 遊水館
- 潟来亭 - 1997年4月オープン[17]。
- 菱風荘 - 2000年秋オープンの宿泊施設[18]。
- 新潟県立環境と人間のふれあい館
- 福島潟キャンプ場

## アクセス
- JR白新線豊栄駅から徒歩30分（同駅で無料レンタサイクル貸出あり[19]）

かつては菜の花が見頃を迎えるゴールデンウィークの時期に豊栄駅南口からシャトルバス「クイクイ号」が運行されていた。